# Elusa subjecta
Elusa subjecta là một loài bướm đêm trong họ Noctuidae.